# Israel Jiménez
Israel Sabdi Jiménez Nañez (Monterrey, 1989. augusztus 13. –) egy mexikói olimpiai bajnok válogatott labdarúgó, aki jelenleg a Tigres de la UANL-ban játszik védőként. Tagja volt annak a csapatnak, amely Mexikó történetének 13. olimpiai aranyérmét szerezte. Négyszeres mexikói bajnok és egyszeres kupagyőztes.

## Pályafutása

### Klubcsapatokban
A mexikói első osztályban 2008. július 26-án mutatkozott be a Tigresben, egy Pachuca elleni 0–0-s mérkőzésen, de a szezonban nem kapott több lehetőséget, csakúgy, mint a következő, 2009-es Clausurában sem, a 2009-es Aperturától kezdve azonban egyre többet játszott. 2014-ben fél éves kitérőt tett a Tijuanánál, de utána visszatért a Tigreshez. A 2011-es Apertura szezonban bajnoki címet szerzett a Tigresszel, 2014-ben megnyerte a Clausura szezon kupáját, majd a 2015 Apertura, a 2016 Apertura és a 2017 Apertura szezonban is bajnok lett.

### A válogatottban
Tagja volt a 2012-ben a londoni olimpián aranyérmet nyert válogatottnak, majd bekerült a 2013-as CONCACAF-aranykupa mexikói keretébe is, de ott csak egyetlen csoportmeccsen játszott.

#### Mérkőzései a válogatottban
| Mexikó | Mexikó              | Mexikó                                   | Mexikó     | Mexikó   | Mexikó             | Mexikó                         | Mexikó | Mexikó  |
| #      | Dátum               | Helyszín                                 | Hazai      | Eredmény | Vendég             | Kiírás                         | Gólok  | Esemény |
| ------ | ------------------- | ---------------------------------------- | ---------- | -------- | ------------------ | ------------------------------ | ------ | ------- |
| 1.     | 2012. január 25.    | Houston, Reliant Stadium                 | Mexikó     | 3 – 1    | Venezuela          | barátságos                     | 0      |         |
| 2.     | 2012. május 27.     | New York, MetLife Stadium                | Mexikó     | 2 – 0    | Wales              | barátságos                     | 0      | 90'     |
| 3.     | 2012. június 3.     | Arlington, Cowboys Stadium               | Mexikó     | 2 – 0    | Brazília           | barátságos                     | 0      | 87'     |
| 4.     | 2012. szeptember 7. | San José, Estadio Nacional de Costa Rica | Costa Rica | 0 – 2    | Mexikó             | vb-selejtező                   | 0      | 36'     |
| 5.     | 2012. október 12.   | Houston, BBVA Compass Stadium (USA)      | Guyana     | 0 – 5    | Mexikó             | vb-selejtező                   | 0      | 58'     |
| 6.     | 2013. július 7.     | Pasadena, Rose Bowl                      | Mexikó     | 1 – 2    | Panama             | CONCACAF-aranykupa, csoportkör | 0      |         |
| 7.     | 2015. szeptember 4. | Sandy, Rio Tinto Stadium                 | Mexikó     | 3 – 3    | Trinidad és Tobago | barátságos                     | 0      |         |
| 8.     | 2015. szeptember 8. | Arlington, AT&T Stadion                  | Mexikó     | 2 – 2    | Argentína          | barátságos                     | 0      |         |
| 9.     | 2015. október 13.   | Toluca de Lerdo, Estadio Nemesio Díez    | Mexikó     | 1 – 0    | Panama             | barátságos                     | 0      |         |
| 10.    | 2016. február 10.   | Miami, Marlins Park                      | Mexikó     | 2 – 0    | Szenegál           | barátságos                     | 0      | 67'     |
|        | Összesen            |                                          |            | 10       | mérkőzés           |                                | 0      | gól     |